# Atractaspis microlepidota
Atractaspis microlepidota е вид влечуго от семейство Lamprophiidae. Видът не е застрашен от изчезване.

## Разпространение и местообитание
Разпространен е в Гамбия, Мавритания и Сенегал.
Обитава пустинни области, планини, възвишения и савани.

## Описание
Популацията на вида е намаляваща.